# Folkspraak
Folkspraak (Volkssprache) ist eine zonale Hilfssprache, die für die Kommunikation zwischen Sprechern germanischer Sprachen entwickelt wurde. Folkspraak wurde 1995 als skandinavisches Kooperationsprojekt im Internet ins Leben gerufen. Seit seiner Gründung hat das Projekt keine großen Fortschritte gemacht, und Spaltungen innerhalb der Folkspraak-Gemeinschaft haben zu verschiedenen Varianten geführt, darunter fůlkspræk, middelsprak, frenkisch, sprak und andere.

## Hintergrund
Die Absicht hinter einer zonalen Hilfssprache ist es, ein Mittel zur gegenseitigen Kommunikation zwischen Sprechern verwandter Sprachen zu schaffen. Aufgrund der Vielfalt und Variation der germanischen Dialekte werden die meistgesprochenen Sprachen Englisch, Deutsch, Niederländisch, Schwedisch, Dänisch und Norwegisch bevorzugt. 
Die Sprache soll von allen Sprecher/innen einer germanischen Sprache (465 Millionen Muttersprachler und weitere 300 bis 900 Millionen Menschen, die Englisch als Zweitsprache sprechen) ohne Vorkenntnisse leicht verstanden werden können.
Als Beispiel wird der Satz „Ek hav skrivt en buk“ angeführt, der mit „Ich habe ein Buch geschrieben“ übersetzt werden kann.

## Wortschatz
Um ein Wort oder eine grammatikalische Form zu schaffen, werden Beispiele aus allen germanischen Sprachen herangezogen und die Form ausgewählt, die den meisten Sprachen gemeinsam ist. Dabei wird auch auf bereits existierende und parallele germanische Zonenhilfssprachen zurückgegriffen.
Die Grundzahlen lauten wie folgt:
| Ziffer:   | 1  | 2   | 3   | 4    | 5    | 6   | 7     | 8    | 9    | 10  |
| Zahlwort: | ën | two | tri | fier | femf | six | seven | acht | nien | tën |

Höhere Zahlen werden nach dem folgenden Schema gebildet: 
| Ziffer:   | 11  | 12     | 13      | 14       | 15       | 16      | 17        | 18       | 19       |
| Zahlwort: | elv | tvielf | tritëen | fiertëen | femftëen | sixtëen | seventëen | achttëen | nientëen |

| Ziffer:   | 20     | 30     | 40      | 50      | 60     | 70       | 80      | 18      | 90      | 100    | 1000 |
| Zahlwort: | twotig | tritig | fiertig | femftig | sixtig | seventig | achttig | nientig | hundred | tusend |      |

Die Farbwörter sind folgendermaßen:
- rot
 röd
- gelb
 gel
- grün
grön
- blau
blu

weiß vit
grau gru
schwarz svart

rot röd
gelb gel
grün grön
blau blu

Farbmischungen werden durch ein Kompositum mit der Grundfarbe als zweiter Komponente ausgedrückt (z. B. gelröd (gelbrot) für orange).
Die Körperteile werden folgendermaßen benannt:
| og   | ag  | mund | nes  | hövd | hand | fut |
| Auge | Ohr | Mund | Nase | Kopf | Hand | Fuß |

## Geschichte
Nach Angaben der Mitglieder des Volkssprachenprojekts sollen Sprecher einer germanischen Sprache innerhalb einer Woche in der Lage sein, diese Sprache zu lesen und zu verstehen und innerhalb eines Monats in ihr zu schreiben. In den Niederlanden wurde die Gruppe „Der Volkspraakinstitut“ gegründet. 
Die Entwicklung der Sprache ähnelt der von Interlingua. Um ein Wort im Volkssprache zu bilden, schaut man, wie es bereits im Deutschen, Niederländischen, Englischen und den skandinavischen Sprachen heißt, und bildet eine Mischform daraus. Die Grammatik ist so einfach wie möglich.